# Dmytro Markowskyj
Dmytro Anatolijowytsch Markowskyj (ukrainisch Дмитро Анатолійович Марковський; * 5. Juli 1975 in Kiew, Ukrainische SSR) ist ein ehemaliger ukrainischer Eishockeyspieler, der mit dem HK Sokil Kiew zweimal Ukrainischer Meister wurde.

## Karriere
In seiner Jugend spielte Dmytro Markowskyj in seiner Heimatstadt für SchWSM Kiew und den HK Sokil Kiew. Im Sommer 1993 wechselte er zu den Portland Winterhawks, die ihn in der ersten Runde des CHL Import Drafts an fünfter Stelle gezogen hatten, in die Western Hockey League, wo er ein Jahr lang spielte. Im Folgejahr lief er für die Ligakonkurrenten Regina Pats, Lethbridge Hurricanes und Saskatoon Blades auf. 1995 kehrte er zu Sokil zurück und spielte mit dem ukrainischen Hauptstadtklub nacheinander in der russischen Superliga, der East European Hockey League und der ukrainischen Liga. 1998 war er Topscorer und Torschützenkönig der EEHL, in deren All-Star-Team er zudem 1998 und 1999 gewählt wurde. In beiden Jahren gewann er zudem mit Sokil die Liga.
Nachdem er sich in der Saison 2001/02 noch einmal in Nordamerika versucht und für die Macon Whoopee und Greensboro Generals in der ECHL gespielt hatte, wurde er mit dem HK Sokil in den Jahren 2003 und 2004 dann auch Ukrainischer Meister. In den Folgejahren reichte es mit dem HK Kiew, erneut Sokil Kiew, dem HK Berkut, dem HK Bilyj Bars Browary und dem HK Kompanjon Kiew zwar nicht mehr zum Titelgewinn, aber er erreichte noch mehrere persönliche Auszeichnungen. 2009 beendete er seine aktive Laufbahn.

### International
Markowskyj vertrat sein Heimatland Ukraine erstmals bei der U18-C-Europameisterschaft 1993, als er Topscorer des Turniers war. Daraufhin spielte er im selben Jahr auch bei der U20-C-Weltmeisterschaft. Nach erfolgreicher Qualifikation für selbige stieg die Mannschaft am Ende des Turniers in die B-Gruppe auf.
Bei den Senioren spielte Markowskyj erstmals bei der C-Weltmeisterschaft 1996 für die Ukraine. Auch bei der C-Weltmeisterschaft 1997, der B-Weltmeisterschaft 1998 und den A-Weltmeisterschaften 1999 und 2002 gehörte er zum ukrainischen Kader. Zudem spielte er bei der Qualifikation für die Olympischen Winterspiele in Salt Lake City 2002.

## Erfolge und Auszeichnungen
| - 1998 Gewinn der East European Hockey League mit dem HK Sokil Kiew - 1998 Topscorer, Torschützenkönig und All-Star-Team der East European Hockey League - 1999 Gewinn der East European Hockey League mit dem HK Sokil Kiew - 1999 All-Star-Team der East European Hockey League - 2003 Ukrainischer Meister mit dem HK Sokil Kiew | - 2004 Ukrainischer Meister mit dem HK Sokil Kiew - 2005 Bester Vorbereiter der ukrainischen Liga - 2007 Torschützenkönig der ukrainischen Liga - 2008 Topscorer und Torschützenkönig der ukrainischen Liga |

### International
- 1993 Topscorer bei der U18-C-Europameisterschaft 1993
- 1993 Aufstieg in B-Gruppe bei der Junioren-C-Weltmeisterschaft
- 1997 Aufstieg in B-Gruppe bei der C-Weltmeisterschaft
- 1998 Aufstieg in A-Gruppe bei der B-Weltmeisterschaft